# Херман Абих
Ото Херман Вилхелм Абих (на немски: Otto Herman Wilhelm von Abich; на руски: Отто Вильгельм Герман фон Абих, Герман Вильгельмович Абих) е германски геолог и минералог на руска служба.

## Биография

### Произход и младежки години (1806 – 1844)
Роден е на 11 декември 1806 година в Берлин, Германия, в семейство на миньор. Изучава естествени науки в Берлинския университет, като преподаватели са му Александър фон Хумболт, Ритер, Бух и други, и завършва през 1831 г. Най-ранната му научна работа е свързана с шпинели и други минерали, а по-късно прави специални изследвания на фумаролите, минералните отлагания около вулканичните отвори и структурата на вулканите.
През 1833 – 1834 изследва вулканичните райони на Италия. През 1842 г. извършва ново пътешествие в Италия и Сицилия и същата година е назначен за професор по минералогия в университета в Дерпт (днес Тартуски университет, Естония) и оттогава се занимава с геологията и минералогията на Русия.

### Изследователска дейност (1844 – 1873)
В периода 1844 – 1853 и 1858 – 1875 г. изследва с прекъсвания Кавказ и Закавказието, както и района на масива Голям Арарат.
До 1848 г. изследва и описва Колхидската низина, планинската система на Малък Кавказ и североизточната част на Арменската планинска земя. В Малък Кавказ отделя два хребета с посока изток-запад – Триалетски (около 150 км, 2850 м) и Месхетски (Аджаро-Имеретински, 150 км, 2850 м) и два къси меридионални хребета в изворите на река Кура. В Арменската планинска земя установява, че преобладават хребети със североизточно направление, характерни са плата (той описва и изследва Карското плато) и многочислени вулканични масиви, в т.ч. Голям Арарат и Арагац.
От 1849 г. преминава към изследване на Голям Кавказ. Отначало изследва южните склонове на Главния хребет в горните течения на реките Риони и Ингури, а след това се прехвърля на северните. Между горните течения на Кубан и Терек описва няколко върхове с височина 4 – 5 хил. м, в т.ч. Елбрус и Казбек и открива няколко ледника, като по този начин опровергава твърдението, че в Кавказ няма ледници. Успоредно на Главния хребет отделя втори хребет, който нарича Страничен, който има югоизточно простиране и в който се намират най-високите върхове на планината. След това Абих изследва горните, десни притоци на река Сунжа (от басейна на Терек), горния басейн на река Сулак и вододела между десните притоци на река Аварско Койсу и самостоятелни къси реки на Дагестан. Между реките Андийско и Аварско Койсу (и двете състявящи на Сулак) открива Богоския хребет. Картира района между реките Аргун и Андийско Койсу, изследва няколко малки котловини и горните течения на два десни притока на Сунжа.
През 1852 изследва южната част на Малък Кавказ и планините южно от река Аракс в Иран – до Тебриз.
През 1860 – 1862 отново посещава планинската част на Дагестан, района на връх Шахдаг (4243 м, в Голям Кавказ) и областта на калните вулкани в подножието на Талишките планини (по границата с Иран).
През 1863 – 1865 изследва южния склон на Голям Кавказ в района на горните течения на Ингури и Квирила и върховете и ледниците между Елбрус и изворите на Аргун. В долината на река Терек открива следи от древни заледявания, които по-рано се отричали от други изследователи.
През 1866 проследява цялата дъга на Малък Кавказ (около 600 км), включително Карабахския хребет (2725 м).
През 1870 – 1873 изследва района на юг от езерото Севан, а така също Триалетския и Картлийския хребети.

### Следващи години (1873 – 1886)
През 1853 г. Абих е избран за академик в Петербургската академия на науките. Една година по-късно е зачислен в корпуса на минните инженери, а през 1866 г. е избран за почетен член на Петербургската академия на науките.
През 1877 г. се премества във Виена. Умира на 1 юли 1886 г. на 79-годишна възраст.

## Памет
- Неговото име носи минералът абихит.

## Съчинения
- „Erläuternde Abbildungen von geolog. Erscheinungen, beobachtet am Vesuv u. Aetna 1833 u. 1834“ (Берлин, 1837)
- „Ueber die Natur u. den Zusammenhang der vulkanischen Bildungen“ (Брауншвейг, 1841);
- „Ueber die geolog. Natur des armen. Hochlandes“ (Дерпт, 1843)
- „Geolog. Beobachtungen auf Reisen in den Gebirgsländern zwischen Kur u. Araxes“ (Санкт-Петербург, 1868),
- „Geologische-Eorschungen in den kaukas. Ländern“ (I т., Вена, 1878),
- „Ueber krystallinischen Hagel im unteren Kaukasus“ (Вена, 1879).
- Геология Армянского нагорья. Западная часть…, [б.м.], 1899.